# Blue Dragon
Blue Dragon (Nhật: ブルードラゴン Hepburn: Burū Doragon) nguồn gốc như là một trò chơi Xbox 360 được thiết kế bởi Hironobu Sakaguchi với thiết kế nhân vật bởi Akira Toriyama (Dragon ball). Anime được phát sóng trong cùng một năm như việc phát hành game. Blue Dragon được đạo diễn bởi Yukihiro Matsushita với hình ảnh động bởi Studio Pierrot.

## Cốt truyện
Câu chuyện kể về một cậu bé tên là Shu bị ám ảnh với người học trở thành một Knight Master's apprentice sau khi biết tin người đó đã xuất hiện trong làng của mình. Shu đi tìm anh ta bằng cách tấn công các du khách chỉ để thấy rằng họ không phải là một Knight Master, nhờ đó cậu đã gặp một người phụ nữ được gọi là Zola với khả năng biến đổi bóng cô thành một con quái vật được gọi là Killer Bat. Khi làng bị tấn công bởi những người lính từ Grand Kingdom, Shu và bạn mình, Jiro và Kluke quyết định bảo vệ quê nhà. Họ nhận được năng lượng của Shadow, khả năng biến những bóng của họ thành những quái vật siêu phàm. Shu nhận được quái vật có sức mạnh ghê gớm nhất, Blue Dragon, và họ cùng nhau chiến đấu chống lại kẻ thù.